# Střelná (Košťany)
Střelná, bis 1924 Střelné (deutsch Strahl) ist ein Ortsteil der Stadt Košťany in Tschechien.

## Geographie

### Lage

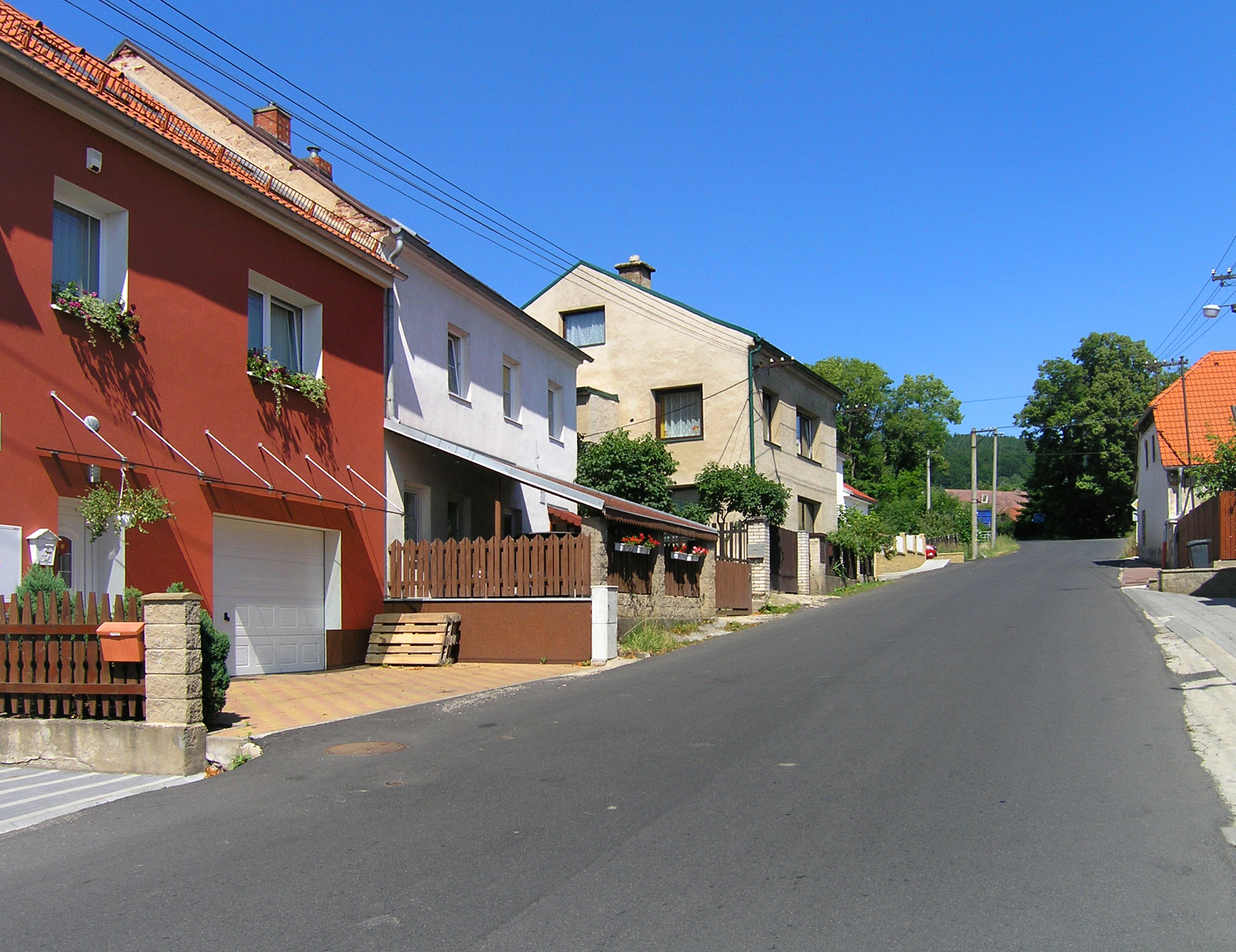
Historischer Ortskern

Střelná liegt anderthalb Kilometer nördlich von Košťany am südlichen Fuße des Erzgebirges im Tal des Baches Košťanský potok am Rande des Nordböhmischen Beckens. Nördlich erheben sich der Pramenáč (Bornhauberg, 909 m), der Jedlovec (792 m) und die Spáleniště (693 m), im Nordosten der Pod drahou (466 m), südwestlich der Stropník (Strobnitz, 856 m), im Westen der Vrch tří pánů (Dreiherrensteinberg, 875 m) sowie nordwestlich der Mlýnský vrch, der Bouřňák (Stürmer, 869 m) und der Vlčí kámen (614 m). Durch den Ort führt die Straße III/138 zwischen Litvínov und Dubí, die auch als Podkrušnohorská ulice bekannt ist. Am Erzgebirgshang nördlich des Dorfes verläuft die Bahnstrecke Most–Moldava. Gegen Osten liegt das Jagdschlösschen Dvojhradí (Tuppelburg).

### Nachbarorte
Nachbarorte sind Liškárna und Cínovec im Norden, Dubí im Nordosten, Nový Mstišov, Pozorka und Mstišov im Osten, Teplice und Újezdeček im Südosten, Košťany im Süden, Háj u Duchcova im Südwesten, Verneřice und Mlýny im Westen sowie Nové Město und Mikulov im Nordwesten.

### Ortsgliederung
Zu Střelná gehören die Ansiedlungen Sídliště, Na Hampuši, U kapličky und Zámeček sowie die Einschicht Liškárna.

## Geschichte

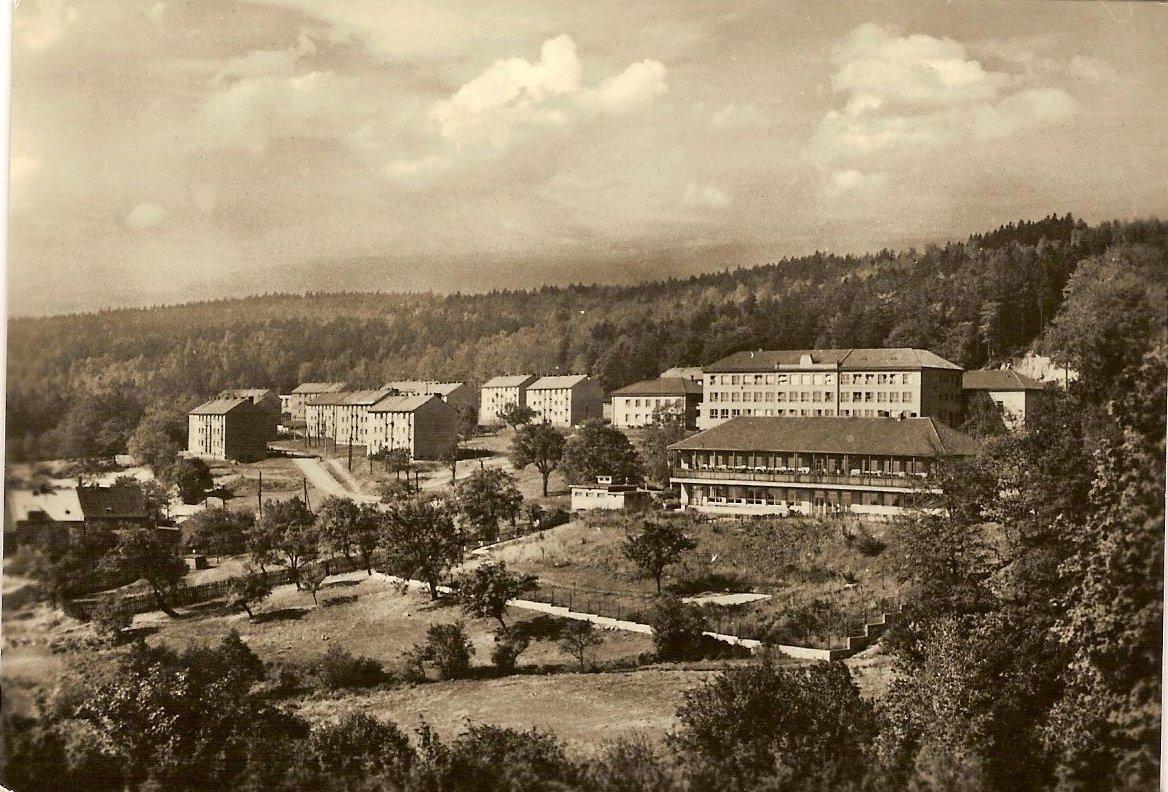
Siedlung in den 1960er Jahren

Die erste schriftliche Erwähnung des zur Riesenburg gehörigen Dorfes erfolgte im Jahre 1398, als die Brüder Borso d. Ä. und Borso d. J. von Riesenburg die Herrschaft Riesenburg an den Markgrafen Wilhelm I. von Meißen verkauften.
Durch den Vertrag von Eger wurde die Herrschaft 1459 wieder Teil des Königreiches Böhmen.
Die Riesenburg wurde 1488 aufgegeben, neuer Herrschaftssitz wurde die Feste Duchcov. 1523 erwarben die Herren von Lobkowicz die Herrschaft erblich. Im Jahre 1642 erbten die Grafen von Waldstein die Herrschaft Dux. 1680 erhob Johann Friedrich von Waldstein die Herrschaften Dux und Oberleutensdorf zum Familienfideikommiss.
Im Jahre 1831 bestand Strahl aus 34 Häusern mit 239 deutschsprachigen Einwohnern. Im Ort gab es eine Mahlmühle. Auf fürstlich Lobkowiczschem Grund wurde unweit des Ortes ein Braunkohlenbruch betrieben. Pfarrort war Janegg. Bis zur Mitte des 19. Jahrhunderts blieb Wschechlab der Fideikommissherrschaft Dux untertänig.
Nach der Aufhebung der Patrimonialherrschaften bildete Strahl / Střelné ab 1850 einen Ortsteil der Gemeinde Kosten im Leitmeritzer Kreis und Gerichtsbezirk Teplitz. 1856 wurde das Dorf nach Janegg umgemeindet. Ab 1868 gehörte das Strahl zum Bezirk Teplitz und ab 1896 zum Bezirk Dux. Der tschechische Ortsname Střelné wurde 1924 in Střelná geändert. In Folge des Münchner Abkommens wurde Strahl 1938 dem Deutschen Reich zugeschlagen und gehörte bis 1945 zum Landkreis Dux. Nach dem Ende des Zweiten Weltkrieges kam der Ort zur Tschechoslowakei zurück und die deutschböhmische Bevölkerung wurde vertrieben. 1948 wurde das Dorf nach Košťany umgemeindet und kam damit zugleich zum Okres Teplice. In den 1950er Jahren entstand am Erzgebirgshang zwischen Liškárna und Střelná eine große Wohnsiedlung für Kohlebergleute. In der Umgebung des alten Dorfes entstanden später die Einfamilienhaussiedlungen Na Hampuši, U kapličky und Zámeček.

## Entwicklung der Einwohnerzahl

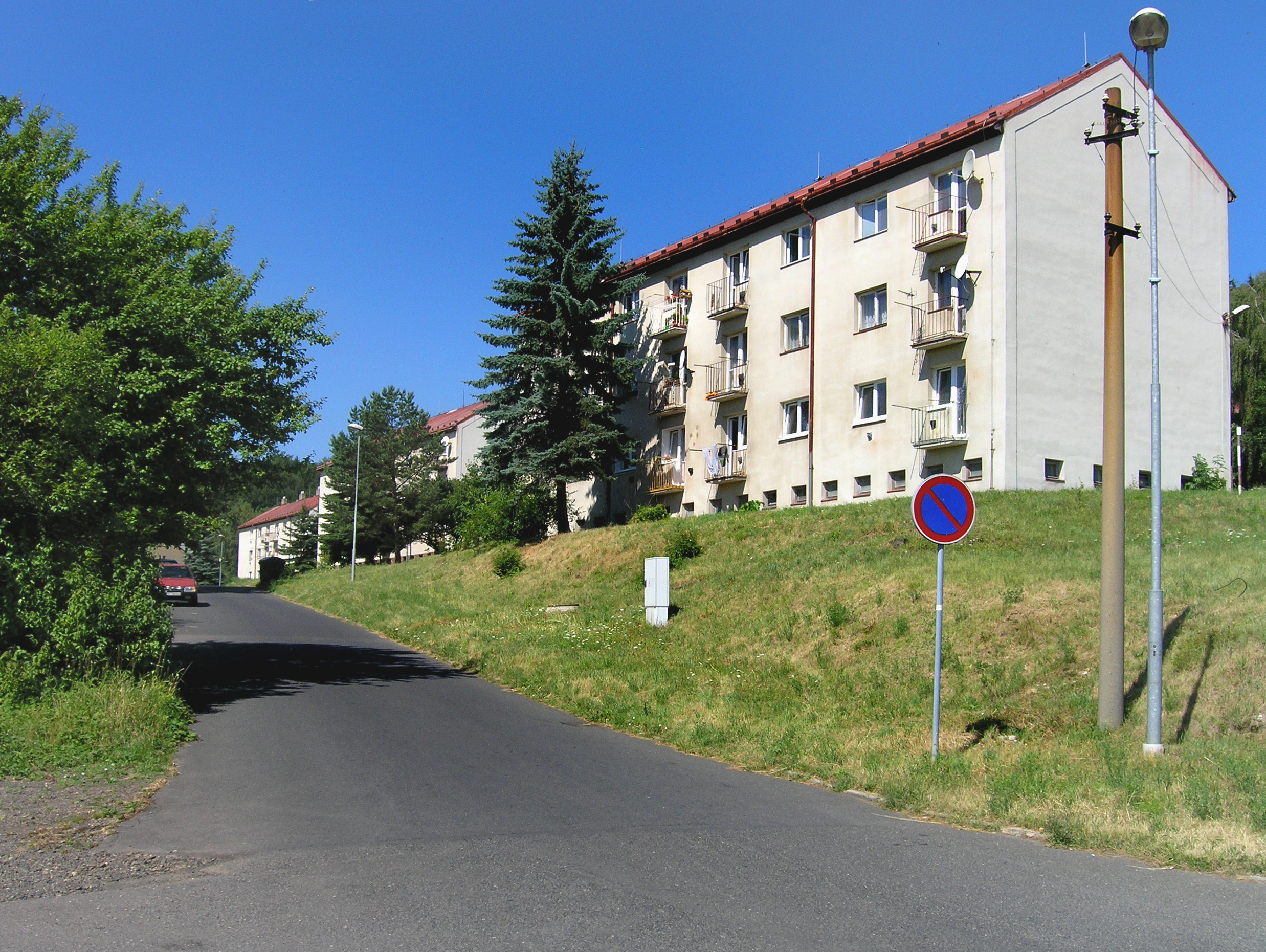
Siedlung

| Jahr | Einwohnerzahl |
| ---- | ------------- |
| 1869 | 311           |
| 1880 | 467           |
| 1890 | 612           |
| 1900 | 665           |
| 1910 | 636           |

| Jahr | Einwohnerzahl |
| ---- | ------------- |
| 1921 | 563           |
| 1930 | 775           |
| 1950 | 690           |
| 1961 | 1775          |
| 1970 | 1501          |

| Jahr | Einwohnerzahl |
| ---- | ------------- |
| 1980 | 1277          |
| 1991 | 908           |
| 2001 | 1101          |
| 2011 | 1166          |

## Sehenswürdigkeiten
- Jagdschlösschen Dvojhradí bzw. Tupelín (Tuppelburg), es wurde in der Mitte des 18. Jahrhunderts durch Franz Karl von Clary-Aldringen im Tischauer Tiergarten errichtet.
- Jagdschlösschen Střelná am östlichen Ortsrand, erbaut im 18. Jahrhundert für die Herren von Lobkowicz
- Kapelle